# Dee Snider
Daniel "Dee" Snider (New York, 15. ožujka 1955.) američki je glam i heavy metal glazbenik, tekstopisac, radio-voditelj i glumac, najpoznatiji kao frontmen glam metal sastava Twisted Sister. Snider se pojavio na 83. mjestu popisa "100 najvećih metal pjevača svih vremena" časopisa Hit Parader.

## Diskografija

### Studijski albumi
- Under the Blade (1982.)
- You Can't Stop Rock 'n' Roll (1983.)
- Stay Hungry (1984.)
- Come Out and Play (1985.)
- Love Is for Suckers (1987.)
- Still Hungry (2004.)

## Vanjske poveznice
- Službena stranica
- IMDb  Dee Snider na IMDb-u ((en))
- Meet the Snider Family on VH1  Arhivirana inačica izvorne stranice od 8. svibnja 2015. (Wayback Machine)- Official VH1 Site
- Dee Snider radio talk show  Arhivirana inačica izvorne stranice od 7. studenoga 2016. (Wayback Machine)